# Скороварово
Скороварово — деревня в Тульской области России.
В рамках административно-территориального устройства входит в  Поповский сельский округ, Алексинский район. В плане местного самоуправления входит в состав муниципального образования город Алексин.

## География
Деревня находится в юго-восточной части Тульской области, в лесостепной зоне,  восточнее деревни Демшинка и южнее дер. Глебово. Восточнее находятся Луковицы и Конино, а южнее — Малышево и Изволь.
Абсолютная высота — 166 метров над уровнем моря.

### Климат
Климат характеризуется как умеренно континентальный, с ярко выраженными сезонами года. Средняя температура воздуха летнего периода — 16 — 20 °C (абсолютный максимум — 38 °С); зимнего периода — −5 — −12 °C (абсолютный минимум — −46 °С). Снежный покров держится в среднем 130—145 дней в году. Среднегодовое количество осадков — 650—730 мм.

## История
До революции деревня Скороварово административно относилась к Извольской волости Алексинского уезда. Была приписана к церковному приходу в с. Изволь.

## Население
| 2010 |
| ---- |
| 17   |

### Национальный состав
Согласно результатам переписи 2002 года, в национальной структуре населения русские составляли 96 % из 23 чел.

## Транспорт
Стоит  на дороге регионального значения 70Н-002.